# Julius Echter von Mespelbrunn

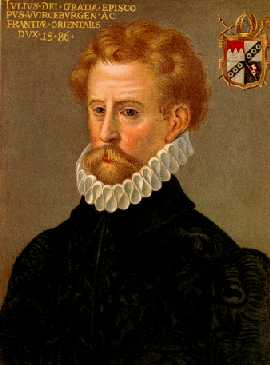
Julius Echter von Mespelbrunn (Ölgemälde, 1586), unbekannter Maler, Martin von Wagner Museum

Julius Echter von Mespelbrunn (* 18. März 1545 in Mespelbrunn; † 13. September 1617 auf der Festung Marienberg in Würzburg) war ein deutscher römisch-katholischer Theologe, Domdekan und Politiker. Vom 4. Dezember 1573 bis zu seinem Tod war er Fürstbischof von Würzburg und somit auch Herzog von Franken.
Er gilt als großer Bauherr und Verwaltungsreformer, unter anderem des Gerichtswesens im Hochstift Würzburg. Er war ein bedeutender Vertreter der Gegenreformation, was mit der Vertreibung von Protestanten, der Rekatholisierung des Bistums Würzburg und der Wiedergründung der Universität Würzburg im Jahre 1582 einherging. Er gründete in Würzburg 1579 das nach ihm benannte Juliusspital und die gleichnamige Stiftung und war damit auch der Stifter der heutigen Julius-Maximilians-Universität Würzburg.

## Familie und Herkunft

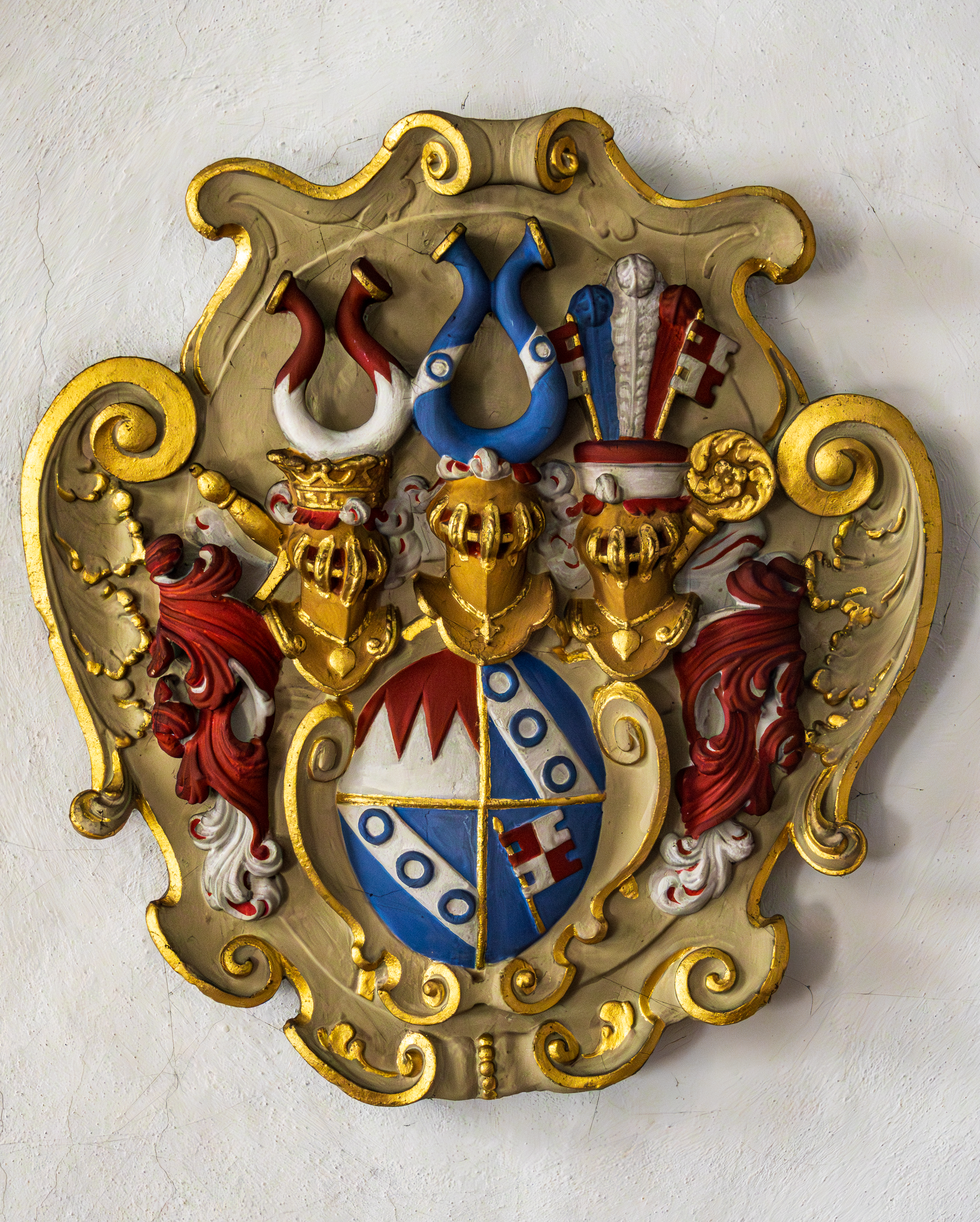
Wappen von Julius Echter, mit dem Echter-Wappen (3 Pferderinge), dem fränkischen Rechen
(als Herzog von Franken) und dem Rennfähnlein des Würzburger Hochstifts

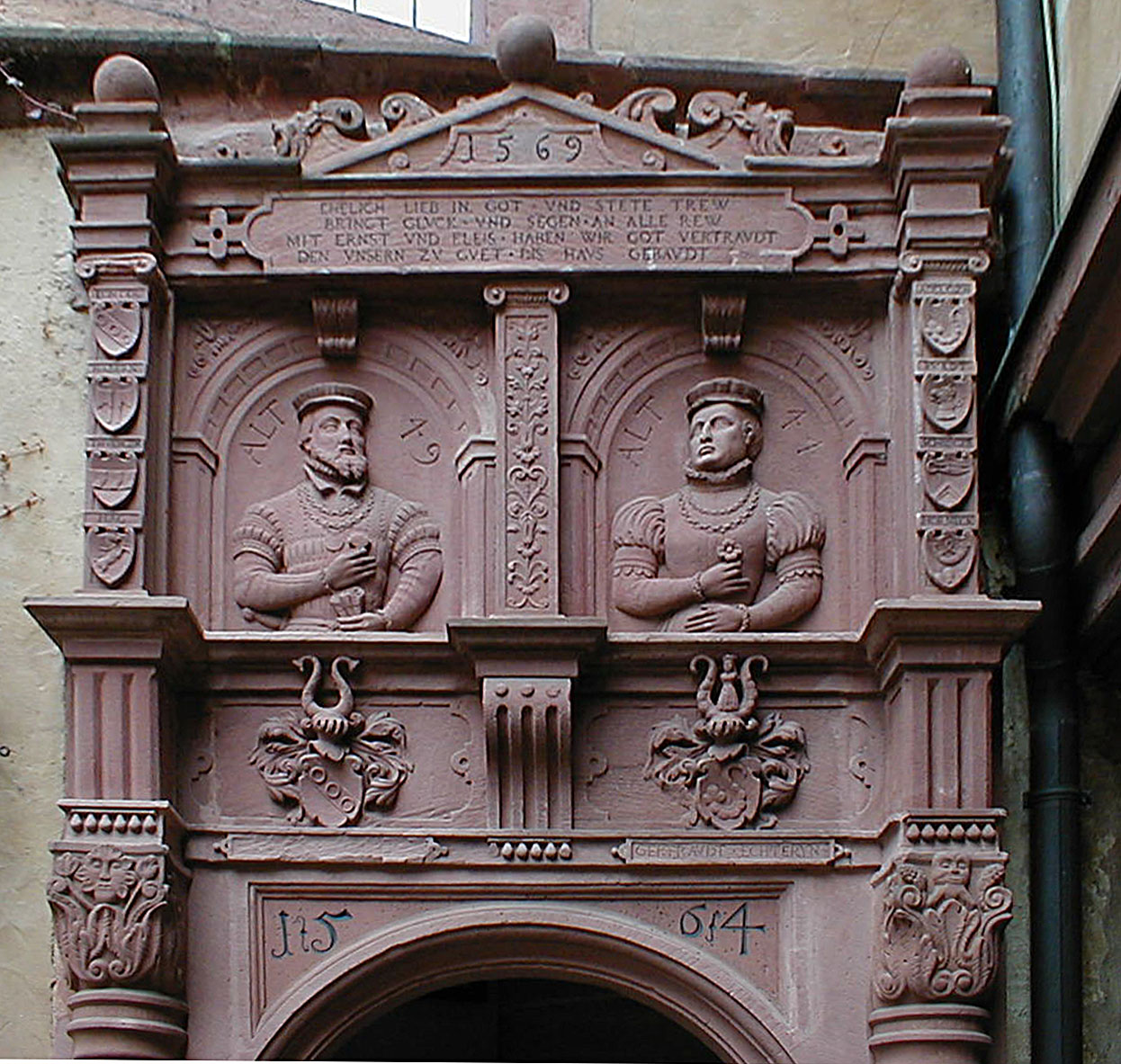
Peter Echter von Mespelbrunn und seine Frau Gertrud, Eltern von Julius, dargestellt auf dem Portal im Innenhof des Wasserschlosses Mespelbrunn

Julius Echter war der zweite Sohn des Peter Echter von Mespelbrunn (* 1520, † 21. Januar 1576 in Mainz), kurmainzischer Rat und Amtmann zu Stadtprozelten und Dieburg, und dessen Frau Gertraud, geb. von Adelsheim (* 1525, † 1583 in Wiesentheid). Er hatte vier Brüder und vier Schwestern:
- Adolf (30. April 1543 – 1600), Dr. iur. utr., kurmainzischer Rat, Amtmann von Stadtprozelten, Nachfolger des Vaters als Schlossherr von Mespelbrunn (Grabmal im Würzburger Dom), verheiratet seit 1566 mit Clara von Frankenstein
- Sebastian (8. März 1546 – 7. November 1575), kurmainzischer Rat, Amtmann zu Orb und Hausen, verheiratet mit Sophia von Seckendorf
- Valentin (21. Mai 1550 – 24. September 1624), würzburgischer Amtmann zu Aschach, Kissingen und Volkach und Reichshofrat (Erbauer von Schloss Aschach und der Pfarrkirche von Gaibach, wo er begraben liegt), verheiratet seit 1579 mit Ottilia Rau von Holzhausen (12 Kinder)
- Dietrich (1554–1601), fürstlich würzburgischer Rat und Amtmann zu Rothenfels (begraben in der Pfarrkirche zu Büchold), Vater des Domherren Julius Ludwig (1578–1609)
- Margarethe (4. Februar 1549 – 1611), verheiratet seit 13. Juni 1564 mit Hans Heinrich von Ehrenberg (Mutter des späteren Fürstbischofs von Würzburg Philipp Adolf von Ehrenberg)
- Maria (21. November 1552 – 1553)
- Magdalena (15. Mai 1556 – 1598), verheiratet seit 1574 mit Hans Fuchs von Dornheim zu Wiesentheid und Mainsondheim (Mutter des späteren Bamberger Fürstbischofs Johann Georg II. Fuchs von Dornheim)
- Kordula (8. Oktober 1559 – 1597), verheiratet seit 1581 mit Stephan Zobel von Giebelstadt zu Darstadt und Messelhausen, fürstlich würzburgischer Rat und Amtmann in Arnstein (Grabmal in der Wallfahrtskirche Maria Sondheim)

## Ausbildung
Seine Kindheit verbrachte er auf Schloss Mespelbrunn, wo er von Hauslehrern unterrichtet wurde. 1554 wurde er Stiftsschüler in Aschaffenburg. Ab 1557 war er Kanoniker in Würzburg, wo er die Domschule besuchte. 1559 wurde er Domschüler in Mainz und ging dann an das Jesuitengymnasium in Köln. Es folgten Studien 1561 an der Universität Löwen, 1563 an der Universität von Douai, danach in Paris, Angers und Pavia. Auch Rom hatte er besucht. Er beschloss seine Studien mit dem Licentiat.

## Kirchliche Laufbahn

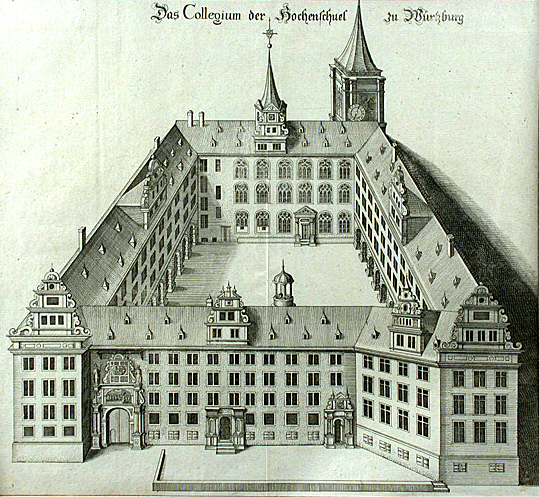
„Das Collegium der Hochenschuel zu Würtzburg“, 1591 vollendet

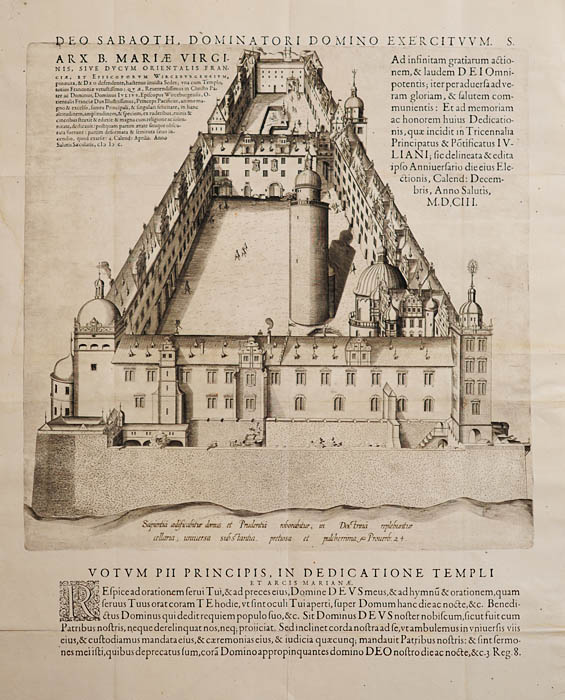
Der Bischofssitz Marienberg mit Zwerchhausgiebeln, Kupferstich von Johann Leypolt (1603)

Am 10. November 1569 wurde Julius Echter Domkapitular in Würzburg, 1570 auch in Mainz, und 1571 in Bamberg. Schon 1570 wurde er Domscholaster und Rat der bischöflichen Regierungskanzlei, und am 4. August desselben Jahres Domdechant. Nach dem Tod Friedrichs von Wirsberg am 10. November 1573 wurde er am 1. Dezember 1573 zum Fürstbischof von Würzburg gewählt. Die Priesterweihe erhielt er am 20. Mai 1575, die Bischofsweihe folgte zwei Tage später.
Nach dem Tod des Mainzer Erzbischofs Daniel (22. März 1582) galt Echter, der weiterhin Domherr in Mainz geblieben war, als aussichtsreicher Nachfolger. Im ersten Wahlgang am 19. April 1582 erhielt er 12 Stimmen, Dompropst Wolfgang von Dalberg 11. Echter verzichtete vor dem zweiten Wahlgang am 20. April, und Dalberg wurde daraufhin einstimmig gewählt. Versuche in den Jahren 1601 und 1604, Erzbischof von Mainz zu werden, scheiterten ebenfalls.
Julius Echters wichtigstes Unternehmen war die Durchführung der Gegenreformation im Hochstift Würzburg, wozu die Förderung der Katholischen Liga gehörte.

## Universitätsgründung
Bekannt wurde er auch als Gründer der Universität Würzburg 1582 und des Juliusspitals 1579, eines Hospitals für Arme und Waisen, das noch heute als Stiftung Juliusspital besteht.

## Hofbibliothek
Sofort nach seinem Regierungsantritt begann Echter mit dem Um- und Neubau seines Regierungssitzes, der Festung Marienberg zu einem repräsentativen Schlossbau. Dort richtete er auch seine neue Hofbibliothek ein. Die alte Bibliothek war 1572 bei einem Brand vernichtet worden. Echter ließ auf den Buchmessen Neuerscheinungen erwerben, die als Druckbogen geliefert und vom jeweiligen Hofbuchbinder vor Ort gebunden wurden. Die Hofbuchbinder kamen größtenteils aus Sachsen, und so wurde der sächsische Einbandstil prägend für die Würzburger Einbände, speziell die der Hofbibliothek. Zumindest bis 1590 waren deren Einbände gleichartig gestaltet aus hellem Schweinsleder, das mit dem eingeprägten und farbig gestalteten fürstbischöflichen Wappen als Supralibros verziert wurde. Es gibt davon drei Varianten, rund, eckig und eckig mit zusätzlichem Rahmen, der die Ahnenwappen Echters in dekorative Renaissanceornamentik integrierte. Auf dem grünen Vorderschnitt wurden bei den größeren Bänden Titel, Name des Besitzers („Julius Dei Gratia Episcopus Wirceburgensis Et Franconiae Orientalis Dux“) und Bindejahr mit goldenen Lettern eingeprägt. Die Hofbibliothek, die etwa 3.000 Bände umfasst haben könnte, wurde 1631 bei der Eroberung Würzburgs durch die Schweden zur Kriegsbeute. Heute sind noch ca. 1600 Bände nachweisbar, davon ca. 1200 in der Universitätsbibliothek Uppsala, der König Gustav II. Adolf (Schweden) sie geschenkt hatte. Die übrigen sind über ganz Europa verstreut; ein größerer Bestand befindet sich in England, 43 Echter-Bände in der Universitätsbibliothek Würzburg sowie weitere fünf in der Staatsbibliothek Bamberg.

## Baukunst

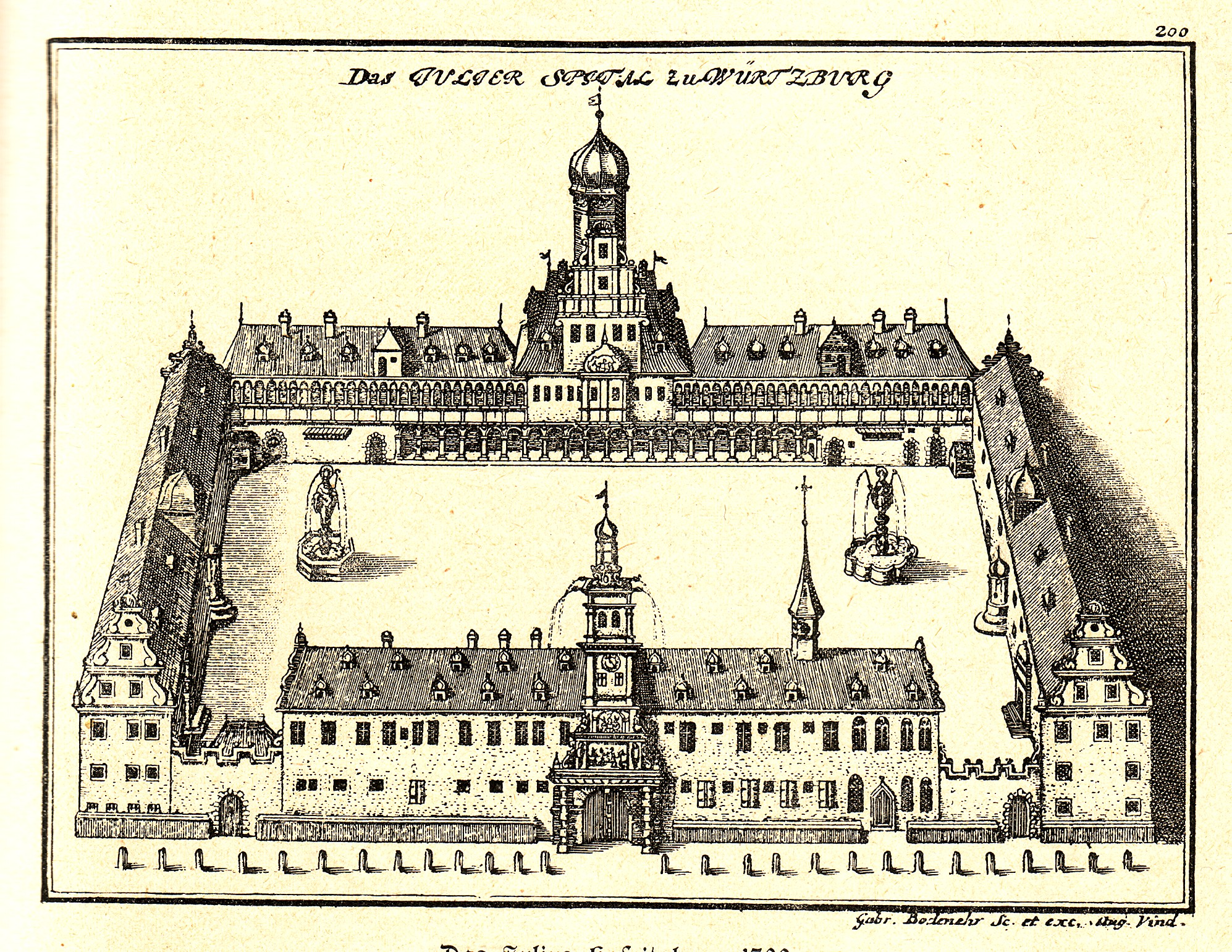
Das Juliusspital um 1700

In den von ihm initiierten Renaissancebauten wurden oft bewusst gotische Formelemente integriert. Dieser Stil wird daher auch als Echtergotik bzw. Echter-Stil oder Juliusstil bezeichnet und ist eine Form der Nachgotik.
Das Juliusspital (1576), errichtet im Norden der Stadt Würzburg zwischen dem Pleichacher und Hauger Viertel auf dem Gelände des ehemaligen jüdischen Friedhofes (Juden und das Domkapitel protestierten gegen den Affront des Bischofs) und die samt Kirche 1591 fertiggestellte Julius-Universität (gegründet 1582) sind die ersten weltlichen Monumentalbauten mit weit ausgedehnten Gebäudebereichen. Die 1588 nach einem Entwurf von Georg Robin fertiggestellte Gebäudeanlage des Juliusspitals ist im 17. und 18. Jahrhundert durch Neubauten ersetzt worden. Das 1572 durch Brand teilzerstörte Schloss (die fürstbischöfliche Residenz) der Festung Marienberg ließ Julius Echter wieder aufbauen und erneuern.
Große Leistungen waren auch der Bau zahlreicher Kirchen (mit den bekannten Echtertürmen) und Schulen, die Erneuerung des staatlichen Rechtswesens und eine Verwaltungsreform, die gekoppelt mit einem strengen Sparkurs und der Einbeziehung von weltlichem und geistlichem Vermögen das Bistum aus der Verschuldung führte, ohne die Steuern zu erhöhen. Dabei verband Echter mit den Bauvorhaben auch politische Ziele. Vor allem die Wiederbelebung der Wallfahrt nach Dettelbach und der Neubau der Kirche Maria im Sand ab 1608 sind bereits im Lichte der Gegenreformation zu betrachten.

## Politisches Wirken
Sehr umstritten in der katholischen Kirche und im Reich war Julius Echters Rolle im sogenannten Fuldaischen Handel. Nachdem 1576 der Fürstabt von Fulda Balthasar von Dernbach von der lutherischen Ritterschaft und dem Stiftskapitel Fulda zur Abdankung gezwungen worden war, ließ sich der Würzburger Fürstbischof Julius Echter zum Administrator des Stifts wählen. Papst Gregor XIII. drohte mit dem Kirchenbann, falls er Fulda nicht wieder zurückgäbe. Durch Eingaben an den Papst und an Kaiser Maximilian II. versuchte Balthasar von Dernbach, in Fulda wieder an die Macht zu kommen. Nach einem Prozess vor dem Reichshofrat, der sich 26 Jahre hinzog, musste Julius Echter von Mespelbrunn am 7. August 1602 das Stift Fulda wieder zurückgeben und außerdem Schadensersatz leisten und die Prozesskosten zahlen. Diese Geschehnisse wurden als Fuldaische Händel bekannt.
Großen Wert legte der Bischof darauf, dass fähige Beamte sein Bistum verwalten. Deren Bildung und Arbeitseifer waren ihm wichtiger als deren Herkunft. Das führte dazu, dass viele Bürgerliche in Leitungspositionen aufrückten, was dem landständigen Adel, dem diese Stellen bisher vorbehalten waren, missfiel. In einer Beschwerdeschrift protestierten sie 1581 dagegen, dass Männer, die „keinen Stecken“ von ihren Eltern geerbt hatten, zu hohen Würden berufen würden.
Julius Echters gegenreformatorische Maßnahmen führten dazu, dass konversionsunwillige Protestanten in großem Umfang auswandern mussten. Echter gab die Zahl der Konvertiten 1586 mit 53.000 an, die der Ausgewanderten hingegen nur mit 34. Die Jesuiten sprechen von 62.000 Bekehrten. Nach Rom lässt Echter 1590 (das Jahr der neuen, fürstlich-absolutistischen, Würzburger Stadtordnung), zum Abschluss seiner Gegenreformation, die Zahl 100.000 melden.

## Hexenprozesse
Eine 1616 in Tübingen erschienene, drei Seiten umfassende antikatholische Flugschrift bezichtigte Julius Echter, er habe „alle Dienstag“ Hexen brennen sehen wollen. Dies führte zu der Annahme, es habe unter seiner Herrschaft überdurchschnittlich viele Hexenprozesse in Würzburg gegeben, und zu der Behauptung, Echter habe sich „an die Spitze einer gewaltigen Hexenjagd“ gestellt. Neuere Quellenstudien widerlegen diese Darstellung für den Beginn seiner Herrschaft:

„Nach derzeitigem Kenntnisstand sind aus den ersten 27 Jahren der Regentschaft des Fürstbischofs keine Hinrichtungen wegen Hexerei bekannt. Die überlieferten Verfahrensunterlagen zeigen einen gleichartigen Ablauf der Verfahren: Denunziationen aus dem Dorf wurde mit einem ordentlichen Verfahren begegnet, das mit Freispruch bzw. in einem Fall mit Landesverweisung endete. Das Hochstift Würzburg war von 1573 bis 1600 nach derzeitigem Kenntnisstand prozessarm und hinrichtungsfrei.“

Andere Forscher gelangten allerdings zu dem Ergebnis, Julius Echter habe die Hexenverfolgung systematisiert und damit auch den Grundstein gelegt für weitere Hexenprozesse nach seinem Tod 1617. In den Zeitraum seines Wirkens von 1573 bis 1617 fielen mindestens 200 Frauen, die als Hexen angeklagt wurden, Prozessen zum Opfer, darunter der Fall der Barbara Schetzlein aus Tiefenthal, die gefoltert wurde.

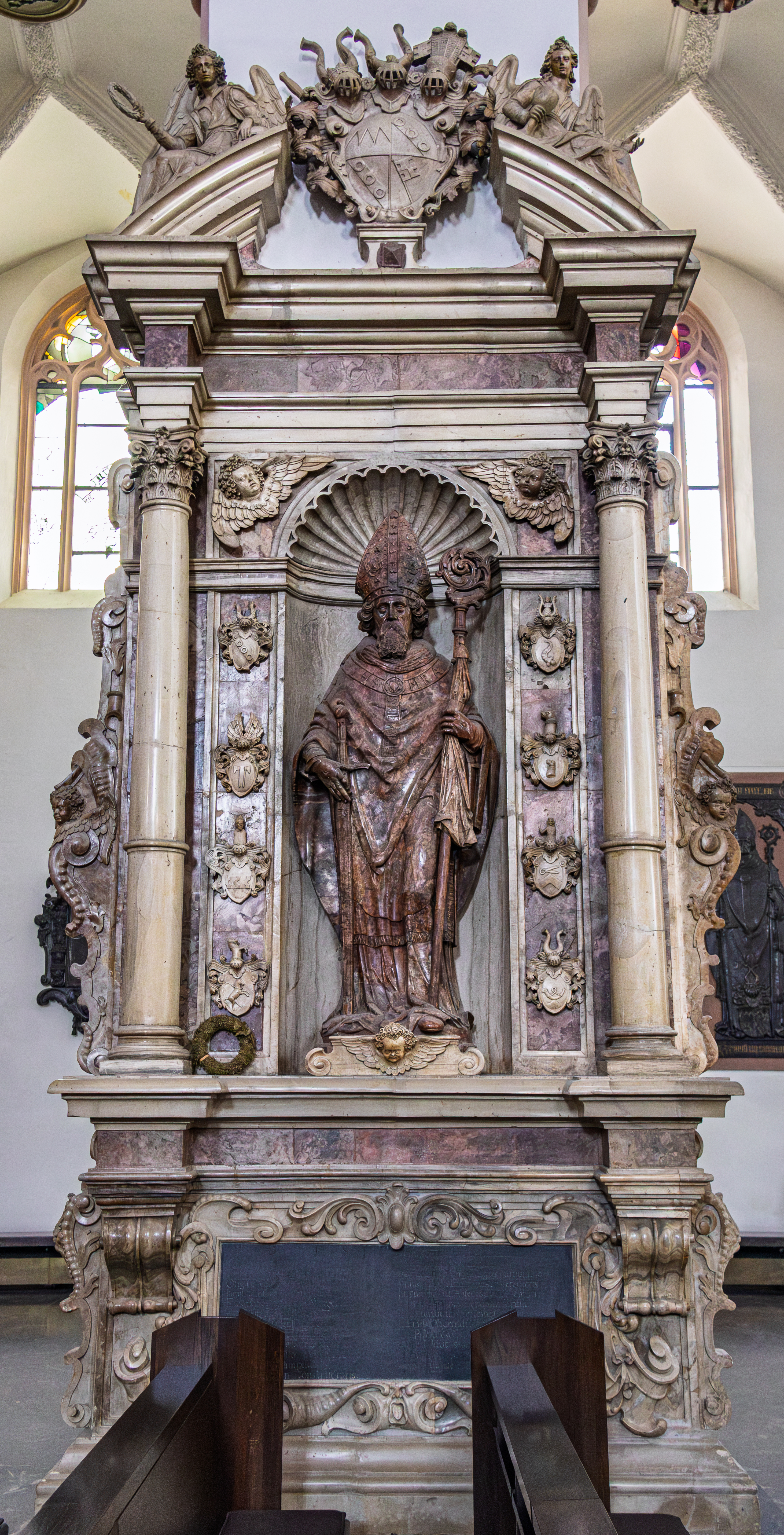
Echters Grabmal im Würzburger Dom, Julius Echter im bischöflichen Ornat mit Schwert und Pedum
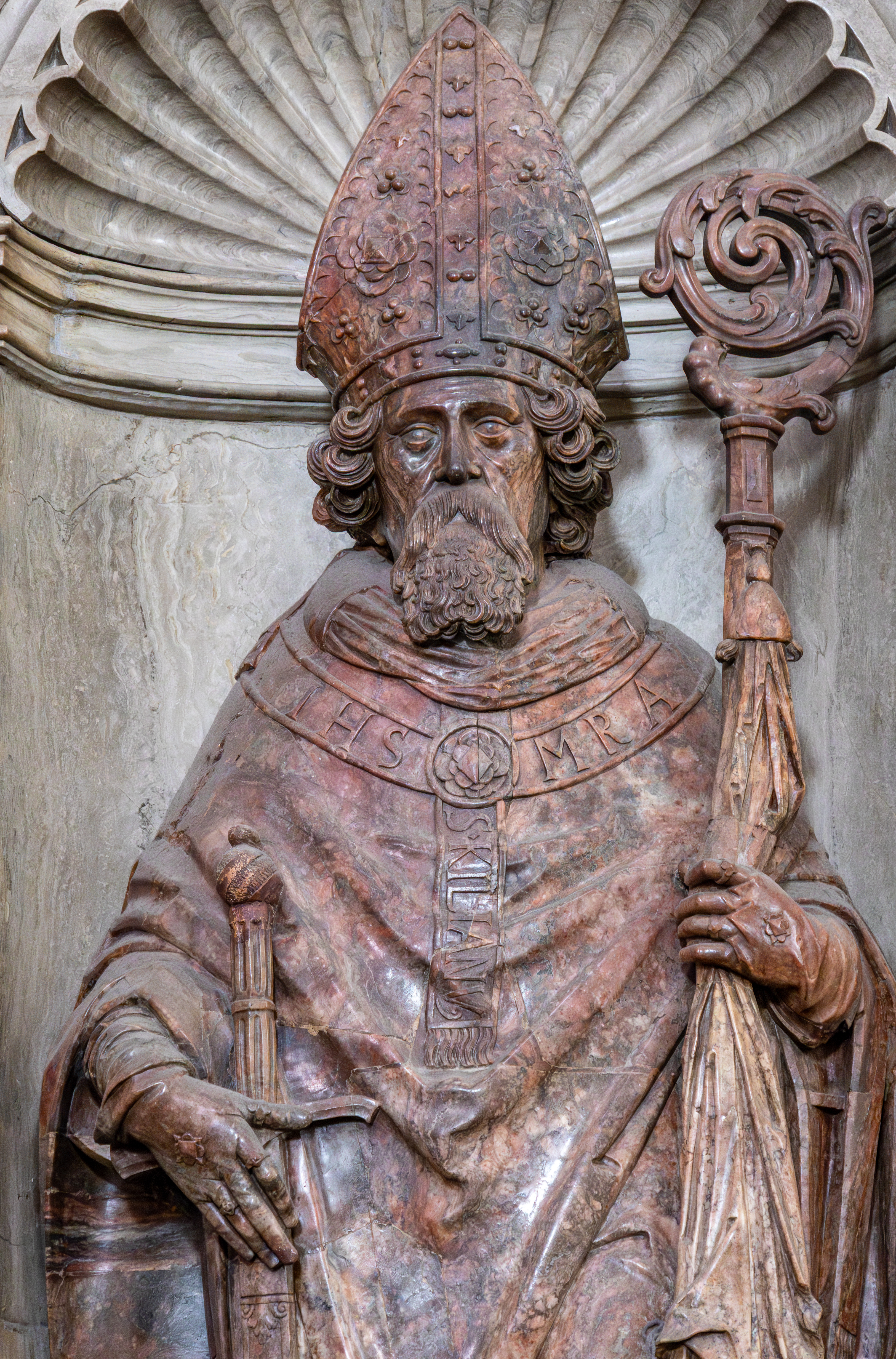
Detail vom Grabmal
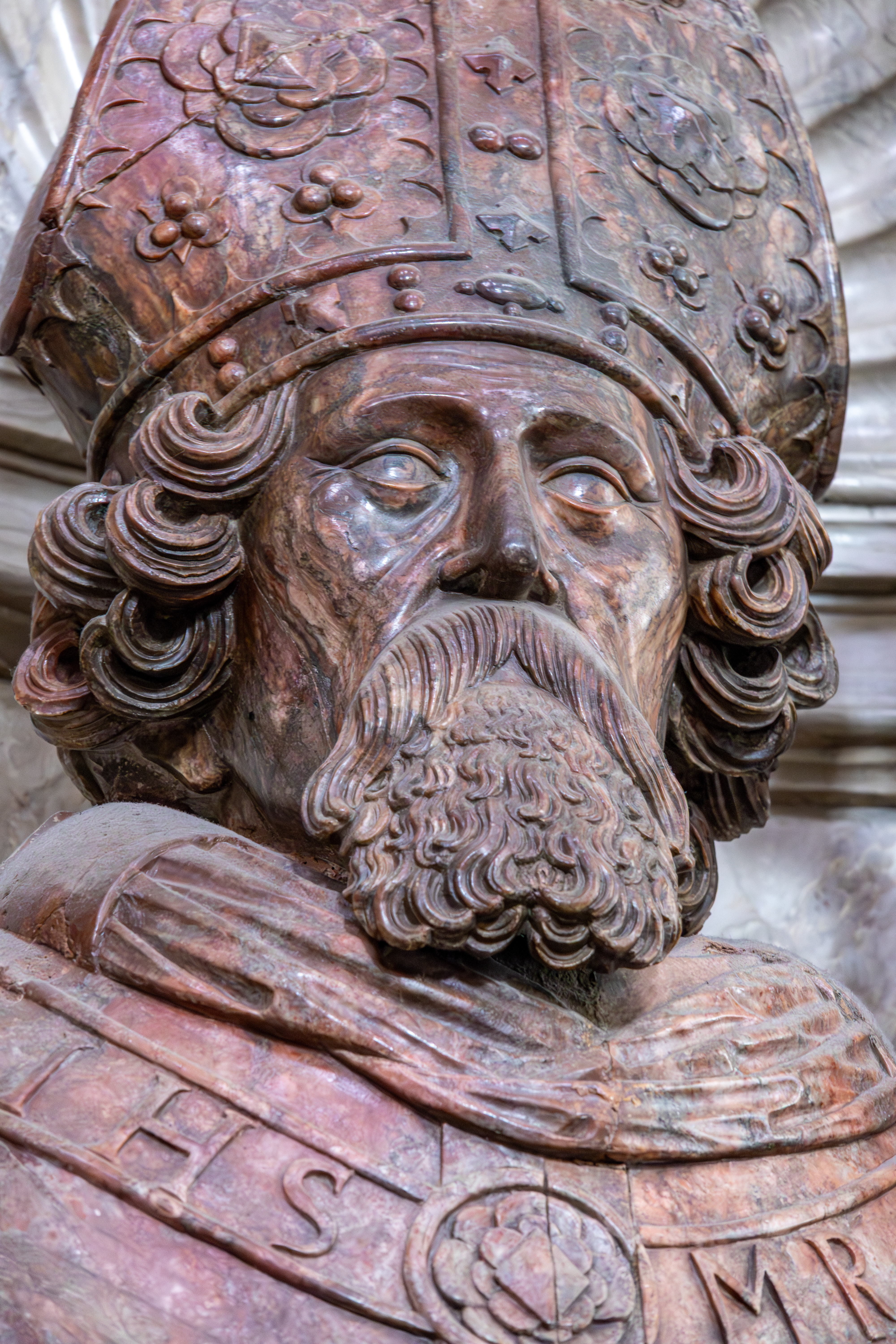
Detail vom Grabmal
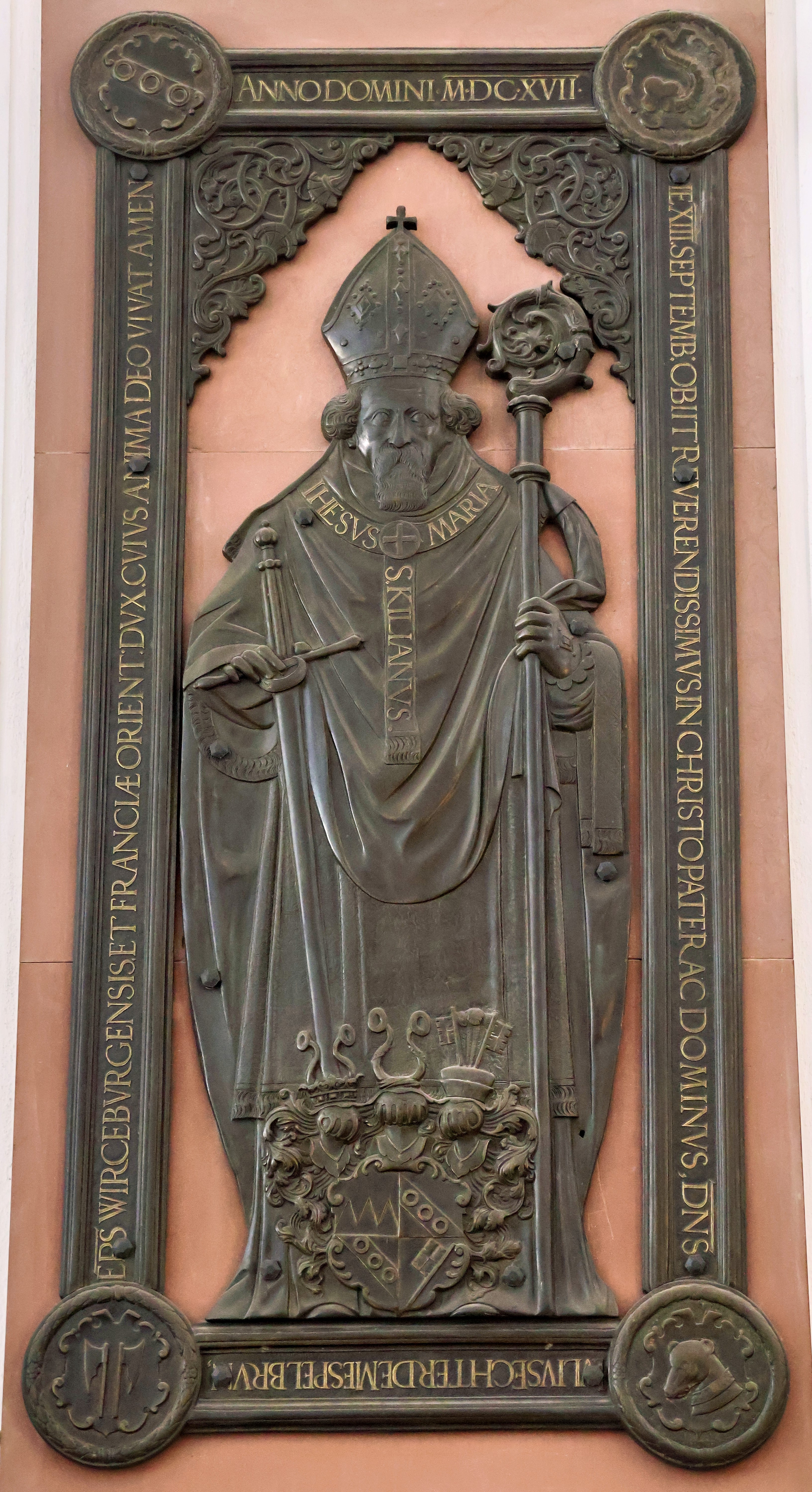
Bronze Grabplatte im Würzburger Dom
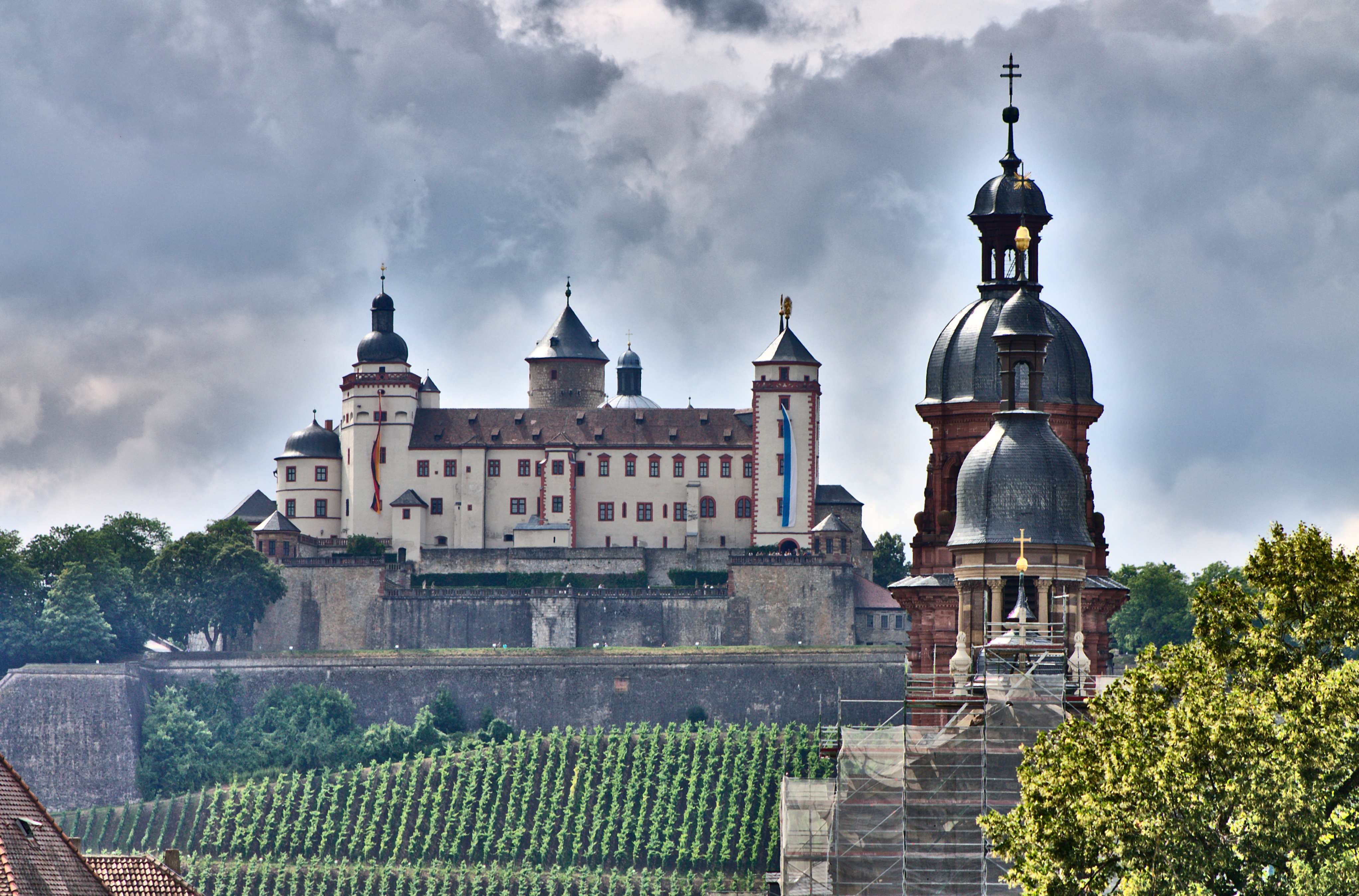
Zwei Bauten Echters: Festung Marienberg und Neubaukirche
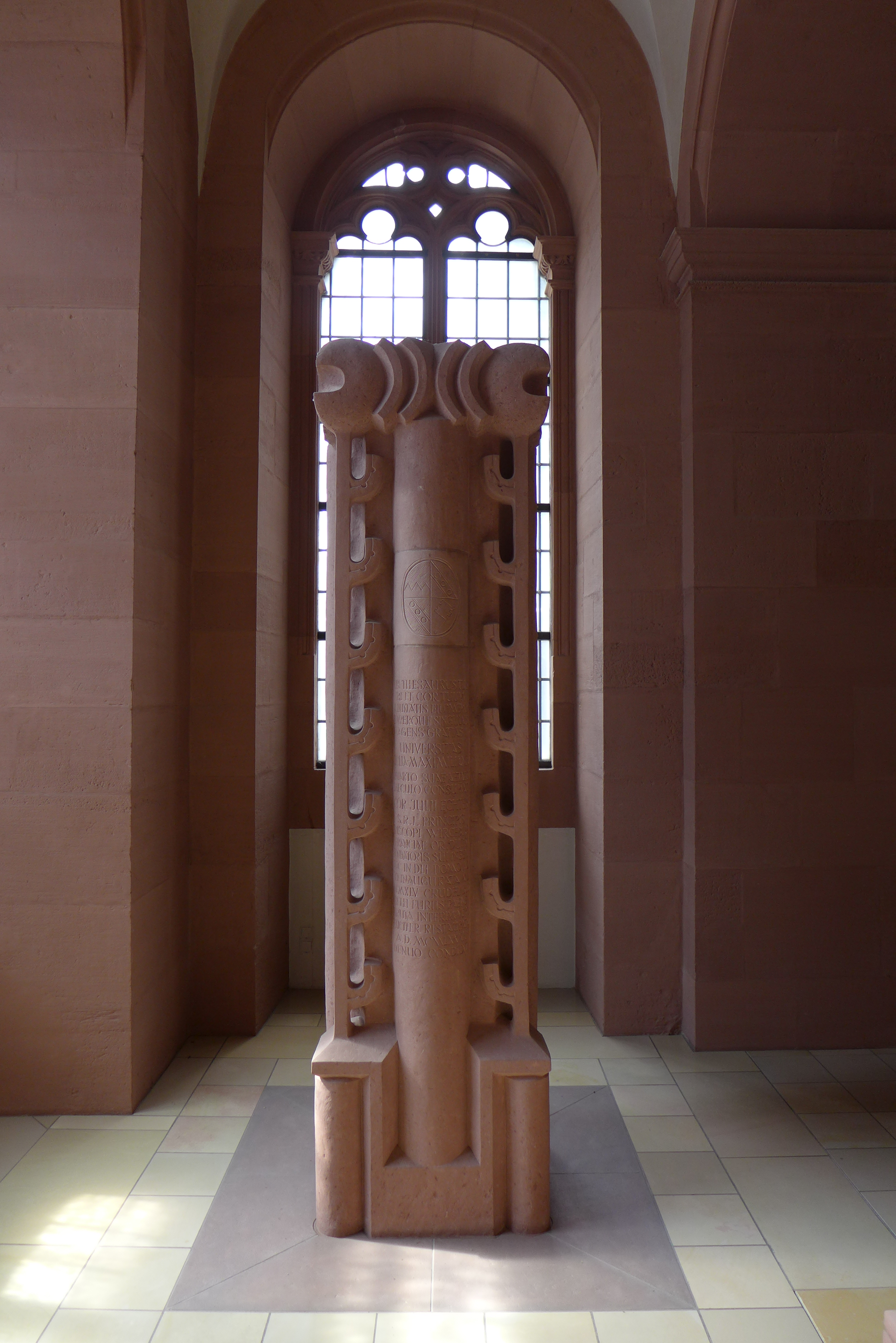
Würzburg, Neubaukirche; Stele aus dem Jahr 1982, in der das Herz von Julius Echter von Mespelbrunn eingelassen ist

## Tod
Julius Echter starb am 13. September 1617 in der Festung Marienberg. Nach seinem Tod wurde sein Leichnam von den Stadtbarbieren M. Leonhard Gisinger und Gabriel Müller unter Anwesenheit der beiden Leibärzte Echters obduziert, worüber ein Sektionsprotkoll existiert. Man fand „ein ziemlich großes Herz, eine Gallenblase und einen großen Stein, welchen man als die nächste Ursache seines Todes annahm“. Der große Stein („in den Lenden“) war vermutlich ein Nierenstein.

## Nachwirken
Echters Grabmal, angefertigt von Nikolaus Lenkhart, befindet sich im Würzburger Dom. Sein Herz ruht in einer modernen Stele in der Neubaukirche.

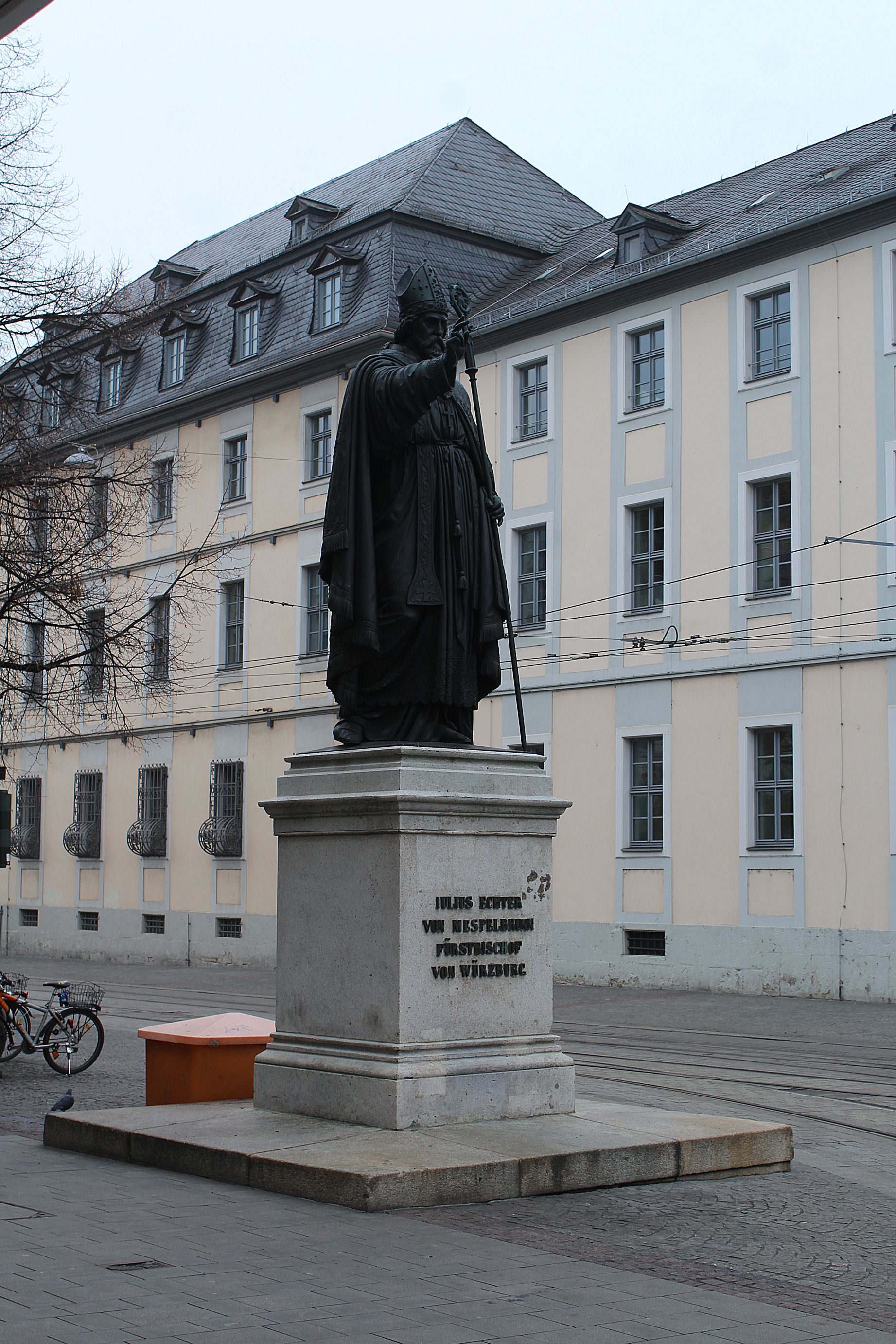
Statue des Julius Echter in Würzburg, gegenüber dem Juliusspital in der Juliuspromenade
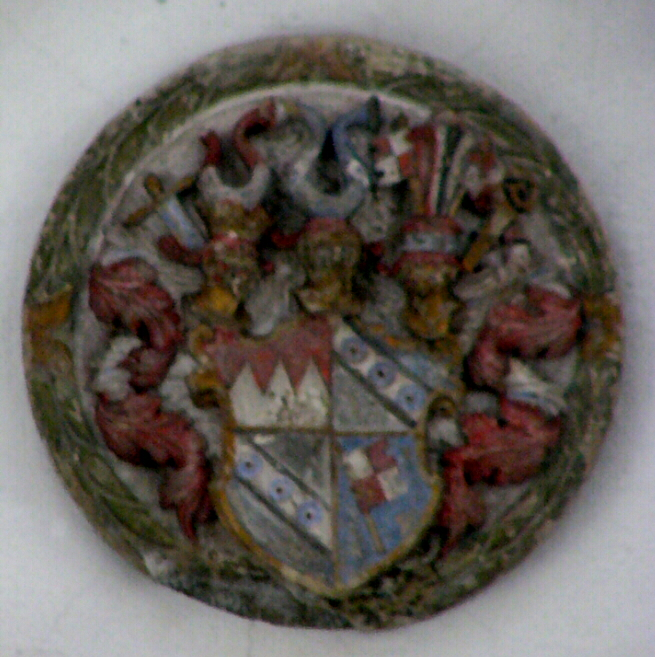
Bischofswappen im Deckengewölbe des Chorraums der Stadtpfarrkirche von Aub
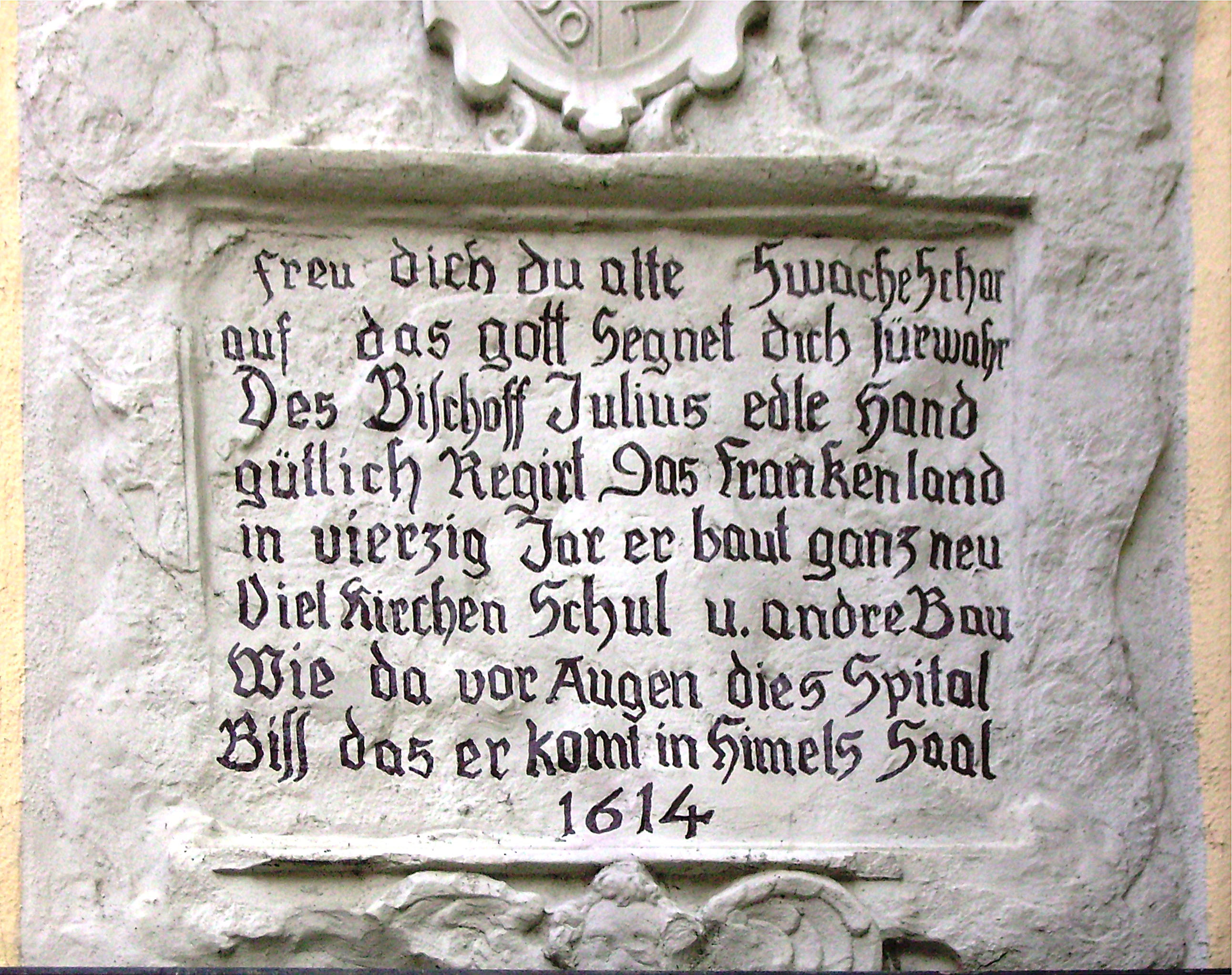
Inschrift zu Ehren Julius Echters am Spital in Röttingen an der Tauber

In der Juliuspromenade (vor der Mitte des 19. Jahrhunderts Grabenweg) in Würzburg befindet sich das 1576 erbaute, im Juli 1580 eingeweihte „Julius-Spital“ und steht das Fürstbischof-Julius-Echter-Denkmal. Es wurde von dem bekannten Münchner Bildhauer und Akademieprofessor Max von Widnmann (1812–1895) geschaffen und am 2. Juni 1847 feierlich enthüllt. Im selben Jahr ließ König Ludwig I. von Bayern, der Stifter der bronzenen Monumentalstatue, einen Geschichtstaler hierzu prägen. Die 1582 von ihm gestiftete Universität ist als „Julius-Universität (zu Wirtzburg)“ (später Julius-Maximilians-Universität) ebenfalls nach ihm benannt. Der zu Julius Echters Regierungszeit entstandene Baustil der Echtergotik wurde auch als Juliusstil oder Echterstil bezeichnet.
In Bergrheinfeld im Landkreis Schweinfurt ist die Grundschule (Julius-Echter-Grundschule) nach ihm benannt. In Elsenfeld im Landkreis Miltenberg ist das Julius-Echter-Gymnasium nach ihm benannt, in Erlabrunn und Lauda-Königshofen eine Straße. Die Stadt Volkach widmete den Julius-Echter-Platz dem Bischof, in Gerolzhofen und Frankenwinheim existiert jeweils eine Julius-Echter-Straße, in Traustadt der Julius-Echter-Ring. Bei Iphofen gibt es die Einzellage Julius-Echter-Berg, die allerdings nach dem von Echter gestifteten Juliusspital benannt wurde. Für die Gedenkstätte Walhalla fertigte 1840 Johann Baptist Scholl eine Büste. Mit Julius Echter wurde zudem eine Bierspezialität nach dem Fürstbischof benannt.
Die Diözese Würzburg feierte 2017 ein Gedenkjahr für Fürstbischof Julius Echter anlässlich seines 400. Todestages.

### Sachbücher und Fachartikel
- Elisabeth Berchtenbreiter: Repräsentation, Fürsorge und Bildung: Fürstbischof Julius Echter verleiht Würzburg ein neues Gesicht. In: Wolfgang Bühling, Lisa Schröder (Hrsg.): Herrschaftlicher Anspruch und öffentlicher Nutzen. Die Rolle (städtischer) Einrichtungen und natürlicher Ressourcen im epochenübergreifenden Vergleich. Königshausen & Neumann, Würzburg 2023, ISBN 978-3-8260-8356-3, S. 47–64.
- Johann Nepomuk Buchinger: Julius Echter von Mespelbrunn, Bischof von Würzburg und Herzog von Franken. Nebst des Bischofs Portrait und Facsimile in Stahl und 4 radirten Steinzeichnungen. Voigt und Mocker, Würzburg 1843.
- Wolfger A. Bulst: Zu einer wiederentdeckten Darstellung des Universitätsgründers Julius Echter. In: Peter Baumgart (Hrsg.): Vierhundert Jahre Universität Würzburg. Eine Festschrift. Neustadt a.d. Aisch 1982 (= Quellen und Beiträge zur Geschichte der Universität Würzburg. Band 6), S. 47–76.
- Damian Dombrowski, Markus Maier u. Fabian Müller (Hrsg.): Julius Echter. Patron der Künste: Konturen eines Fürsten und Bischofs der Renaissance. Deutscher Kunstverlag, Berlin, München 2017, ISBN 978-3-422-07408-8.
- Helmut Engelhart: Die liturgischen Drucke für Fürstbischof Julius Echter. Echter Verlag, Würzburg 2017 (= Quellen und Forschungen zur Geschichte des Bistums und Hochstifts Würzburg.), ISBN 978-3-429-04410-7.
- Dieter Michael Feineis: Das Ritterstift Sankt Burkard zu Würzburg unter der Regierung von Fürstbischof Julius Echter von Mespelbrunn (1573–1617). Quellen und Forschungen zur Geschichte des Bistums und Hochstifts Würzburg (= zugleich Habilitationsschrift, Würzburg 1986. Band 36). Schöningh, Würzburg 1986, ISBN 3-87717-039-0.
- Max H. von Freeden, Wilhelm Engel: Fürstbischof Julius Echter als Bauherr. Würzburg 1951 (= Mainfränkische Hefte. Band 9).
- Clemens Valentin Hessdörfer (Hrsg.): Julius Echter von Mespelbrunn. Fürstbischof von Würzburg und Herzog von Franken (1573–1617). Eine Festschrift. Fränkische Gesellschaftsdruckerei, Würzburg 1917.
- Rainer Leng: Julius Echter von Mespelbrunn, Fürstbischof von Würzburg. Hrsg. vom Mainfränkischen Museum, Würzburg 2013, ISBN 978-3-932461-35-4.
- Rainer Leng, Wolfgang Schneider, Stefanie Weidmann (Hrsg.): Julius Echter 1573–1617. Der umstrittene Fürstbischof: Eine Ausstellung nach 400 Jahren. Quellen und Forschungen zur Geschichte von Bistum und Hochstift Würzburg. Echter Verlag, Würzburg 2017, ISBN 978-3-429-04326-1.
- Markus Josef Maier: Würzburg zur Zeit des Fürstbischofs Julius Echter von Mespelbrunn (1570–1617). Neue Beiträge zu Baugeschichte und Stadtbild (= Veröffentlichungen des Stadtarchivs Würzburg. Band 20). Schöningh, Würzburg 2016, ISBN 978-3-87717-857-7.
- Gottfried Mälzer: Julius Echter. Leben und Werk. Echter Verlag, Würzburg 1989, ISBN 978-3-429-01255-7.
- Robert Meier: Julius Echter als Hexenretter. Eine Polemik anhand von Prozessen aus Neubrunn. In: Würzburger Diözesangeschichtsblätter. Band 77, 2014, S. 287–296.
- Robert Meier: Die frühen Hexenprozesse des Fürstbischofs Julius Echter. Mit einer Kritik an Lyndal Ropers „Hexenwahn“. In: Würzburger Diözesangeschichtsblätter. Band 79, 2016, S. 145–156.
- Robert Meier: Julius Echter, 1545–1617. Echter Verlag, Würzburg 2017, ISBN 978-3-429-03997-4.
- Robert Meier: Hexenprozesse im Hochstift Würzburg. Von Julius Echter (1573–1617) bis Philipp von Ehrenberg (1624–1631). Echter-Verlag, Würzburg 2019, ISBN 978-3-429-05382-6.
- Michael Meisner: Julius Echter von Mespelbrunn. Fürstbischof zwischen Triumph und Tragik. Stürtz, Würzburg 1989, ISBN 978-3-8003-0358-8.
- Friedrich Merzbacher (Hrsg.): Julius Echter und seine Zeit. (Gedenkschrift aus Anlass des 400. Jahrestages der Wahl des Stifters der Alma Julia zum Fürstbischof von Würzburg am 1. Dezember 1573). Echter Verlag, Würzburg 1973.
- Andreas Mettenleiter: Das Juliusspital in Würzburg. Band III: Medizingeschichte. Herausgegeben vom Oberpflegeamt der Stiftung Juliusspital Würzburg anlässlich der 425jährigen Wiederkehr der Grundsteinlegung. Stiftung Juliusspital Würzburg, Würzburg 2001, ISBN 3-933964-04-0, S. 3–6, 51, 439–440, 653 und öfter.
- Angelika Pabel: Die Buchbinder Julius Echters: ihre Werke in der Einbandsammlung der Universitätsbibliothek Würzburg. In: Mainfränkisches Jahrbuch für Geschichte und Kunst. Band 39, 1987, S. 58–65.
- Angelika Pabel: Der runde Renaissance-Einband für Fürstbischof Julius Echter: neues Glanzstück der Würzburger Einbandsammlung. In: Einband-Forschung. Band 20, 2007, S. 27–36.
- Götz Freiherr von Pölnitz: Julius Echter von Mespelbrunn. Fürstbischof von Würzburg und Herzog von Franken (1573-1617) (= Schriften zur bayerischen Landesgeschichte. Band 17). München 1934.
- Barbara Schock-Werner: Die Bauten im Fürstbistum Würzburg unter Julius Echter von Mespelbrunn. Struktur, Organisation, Finanzierung und künstlerische Bewertung. Schnell & Steiner, Regensburg 2005, ISBN 978-3-7954-1623-2.
- Alfons Schott: Julius Echter und das Buch. Philosophische Dissertation Würzburg 1953.
- Wolfgang Weiß (Hrsg.): Fürstbischof Julius Echter: verehrt, verflucht, verkannt (= Quellen und Forschungen zur Geschichte des Bistums und Hochstifts Würzburg. Band 75). Echter Verlag, Würzburg 2017, ISBN 978-3-429-04371-1.
- Wolfgang Weiß (Hrsg.): Landesherrschaft und Konfession. Fürstbischof Julius Echter von Mespelbrunn (reg. 1573–1617) und seine Zeit (= Quellen und Forschungen zur Geschichte des Bistums und Hochstifts Würzburg. Band 76). Echter Verlag, Würzburg 2018, ISBN 978-3-429-04448-0.

### Lexika
- Franz Xaver von Wegele: Julius (Bischof von Würzburg). In: Allgemeine Deutsche Biographie (ADB). Band 14, Duncker & Humblot, Leipzig 1881, S. 671–684.
- Götz Freiherr von Pölnitz: Julius Echter von Mespelbrunn. In: Neue Deutsche Biographie (NDB). Band 10, Duncker & Humblot, Berlin 1974, ISBN 3-428-00191-5, S. 655 f. (Digitalisat).
- Johannes Merz: Julius Echter von Mespelbrunn. In: Katharina Weigand (Hrsg.): Große Gestalten der bayerischen Geschichte. Herbert Utz Verlag, München 2011, ISBN 978-3-8316-0949-9.

### Sonstiges
- Otto Selzer: Lobgedicht auf Julius Echter. Paul Schede rühmt seine Gründungen während ihrer Entstehungszeit. In: Die Mainlande. Band 13, 1962, S. 54–56.